# Équipe de France de football en 1911
Chronologie
Saison précédente Saison suivante
La France joue six matches en 1911 et n'en remporte qu'un seul. 
Nouvellement ralliée au CFI, la Ligue de football association a exigé et obtenu d'aligner sept de ses joueurs, et de faire disputer le match sur le terrain d'un de ses clubs : le Cercle athlétique de Paris.
Lors du match Suisse-France, Marcel Triboulet, alors soldat à Cholet, déserte pour jouer la rencontre. Il écopera d'un mois de prison pour cela.
Le 29 octobre, la France affronte le Luxembourg qui joue à cette occasion son premier match officiel. 
À noter qu'à cette époque le règlement FIFA n'autorisait le remplacement de joueurs blessés que jusqu'à la 40e minute. Donc un joueur blessé pouvait revenir plus tard dans le jeu après avoir reçu des soins.

## Les matchs
| Date             | Stade                                       | Adversaire         | Score | Comp | Buteurs français                                            |
| 1er janvier 1911 | Stade du C.A.P. Charentonneau, France       | Hongrie            | D 0-3 | A    | -                                                           |
| 23 mars 1911     | Stade de Paris Saint-Ouen, France           | Angleterre amateur | D 0-3 | A    | -                                                           |
| 9 avril 1911     | Stade de Paris Saint-Ouen, France           | Italie             | N 2-2 | A    | Maës (14e & 40e)                                            |
| 23 avril 1911    | Stade des Charmilles Genève, Suisse         | Suisse             | D 2-5 | A    | Mesnier (69e) & Maës (70e)                                  |
| 30 avril 1911    | Stade du Vivier d'Oie Bruxelles, Belgique   | Belgique           | D 1-7 | A    | Maës (75e)                                                  |
| 29 octobre 1911  | Stade du Racing Club Luxembourg, Luxembourg | Luxembourg         | V 4-1 | A    | Viallemonteil (26e), Mesnier (32e & 80e pen), Gravier (85e) |

A : match amical.

## Les joueurs
| Joueurs                                                           |    |    |    |    |    |    |
| Gardiens de but                                                   |    |    |    |    |    |    |
| Henri Beau Coulon (CA Paris) (uniques sélections)                 | 90 | 90 | 90 | 90 | 90 |    |
| Pierre Chayriguès (Red Star Amical Club) (1resélection)           |    |    |    |    |    | 90 |
| Défenseurs                                                        |    |    |    |    |    |    |
| Alfred Gindrat (Red Star Amical Club) (1resélection)              | 90 | 90 |    |    |    |    |
| André Sollier (CA Vitry) (5eet dernière sélection)                | 66 |    |    |    |    |    |
| Alfred Compeyrat (CA Rosaire) (dernières sélections)              |    | 90 |    |    | 90 |    |
| Charles Bilot (CA Paris)                                          |    |    | 90 | 90 | 90 |    |
| Joseph Verlet (CA Paris) (7eet dernière sélections)               |    |    | 90 |    |    |    |
| Lucien Gamblin (Red Star Amical Club) (1resélection)              |    |    |    | 90 |    |    |
| Maurice Bigué (CA Paris) (1resélection)                           |    |    |    |    |    | 90 |
| Paul Romano (Étoile des Deux Lacs) (1resélection)                 |    |    |    |    |    | 90 |
| Milieux                                                           |    |    |    |    |    |    |
| Jean Rigal (AF Garenne-Colombes)                                  | 90 | 90 | 90 | 90 | 90 |    |
| Jean Ducret (Étoile des Deux Lacs)                                | 90 | 90 | 90 | 55 |    | 90 |
| Julien Du Rhéart (Red Star Amical Club) (3eet dernière sélection) | 90 |    |    |    |    |    |
| Henri Vascout (CA Vitry) (dernières sélections)                   |    | 90 | 90 | 90 | 90 | 90 |
| Gaston Barreau (FEC Levallois) (1resélection)                     |    |    |    |    | 75 | 90 |
| Attaquants                                                        |    |    |    |    |    |    |
| Ernest Gravier (CA Paris) (1resélection)                          | 90 | 90 | 90 | 90 | 90 | 90 |
| Eugène Maës (Red Star Amical Club) (1resélection)                 | 90 | 90 | 90 | 90 | 90 |    |
| Julien Verbrugge (Red Star Amical Club) (dernières sélections)    | 90 | 90 | 90 |    |    |    |
| Pol Morel (Red Star Amical Club) (uniques sélections)             | 90 | 90 |    |    |    |    |
| Henri Bellocq (Étoile des Deux Lacs) (6eet dernière sélection)    | 90 |    |    |    |    |    |
| Louis Mesnier (CA Paris)                                          |    | 90 | 90 | 90 | 90 | 90 |
| Emilien Devic (CA Paris) (1resélection)                           |    |    | 50 |    | 90 |    |
| Marcel Triboulet (FEC Levallois) (1resélection)                   |    |    |    | 90 |    |    |
| Georges Geronimi (AF Garenne Colombes) (1reet dernière sélection) |    |    |    | 90 |    |    |
| Étienne Jourde (CA Vitry) (4esélection)                           |    |    |    |    | 90 |    |
| Maurice Olivier (Étoile des Deux Lacs) (4esélection)              |    |    |    |    |    | 90 |
| Henri Viallemonteil (CA Vitry) (1resélection)                     |    |    |    |    |    | 90 |
| Francis Vial (CA Vitry) (1reet dernière sélection)                |    |    |    |    |    | 90 |